# 溪湖街

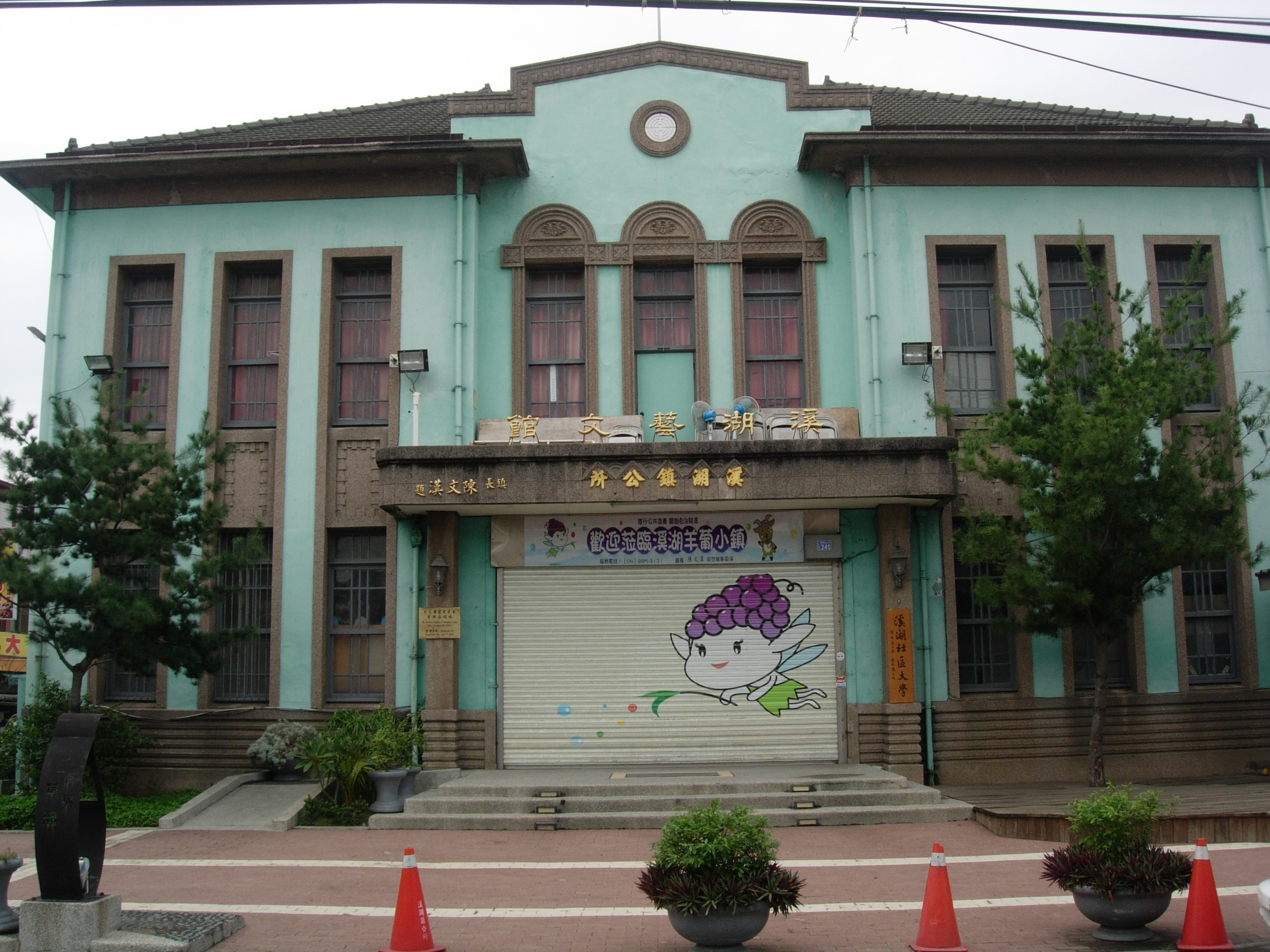
溪湖庄役場

溪湖街，為1938年~1945年間存在之行政區，轄屬台中州員林郡。今彰化縣溪湖鎮。

## 街原名
原屬
- 二林上堡之溪湖、頂藔庄、西勢厝庄、汴頭庄、大突庄、田中央庄
- 馬芝堡之三塊厝、四塊厝庄
- 武西堡之崙仔脚、阿媽厝庄[1]

## 行政區劃
溪湖街轄域內分為溪湖、頂寮、西勢厝、汴頭、大突、田中央、三塊厝、四塊厝、崙子脚、阿媽厝十個大字。
1920年~1938年間為溪湖庄，1938年升格為溪湖街。
- 西勢厝大字下有「西勢厝」、「新厝館」、「番婆」小字名
- 汴頭大字下有「汴頭」、「大竹圍」、「阿狂厝」小字名
- 大突大字下有「大突」、「北勢尾」小字名
- 四塊厝大字下有「四塊厝」、「巫厝」小字名
- 阿媽厝大字下有「阿媽厝」、「三塊厝」小字名[2]

## 行政區與大字對照
溪湖鎮現有二十五里，各里與日治時期大字對照如下：
- 溪湖街大字與現今里名對照表：

| 大字名 | 現今里名               | 大字名 | 現今里名         | 大字名 | 現今里名             |
| ------ | ---------------------- | ------ | ---------------- | ------ | -------------------- |
| 溪湖   | 太平、光華、平和、光平 | 頂寮   | 東寮、西寮       | 西勢   | 西勢、番婆           |
| 汴頭   | 汴頭、大竹、湖西       | 大突   | 北勢、大突       | 田中央 | 田中、河東           |
| 三塊厝 | 中山、中竹             | 四塊厝 | 湖東、西溪、東溪 | 崙子脚 | 忠覺、大庭、頂、湳底 |
| 阿媽厝 | 媽厝                   |        |                  |        |                      |